# Sidi Ladjel
Sidi Ladjel est une commune de Djelfa en Algérie. Sa population était de 11 776 habitants en 1998.